# 下索伦
下索伦是德国莱茵兰-普法尔茨州的一个市镇。总面积3.90平方公里，总人口455人，其中男性238人，女性217人（2011年12月31日），人口密度117人/平方公里。